# Jean-Marie Valhubert

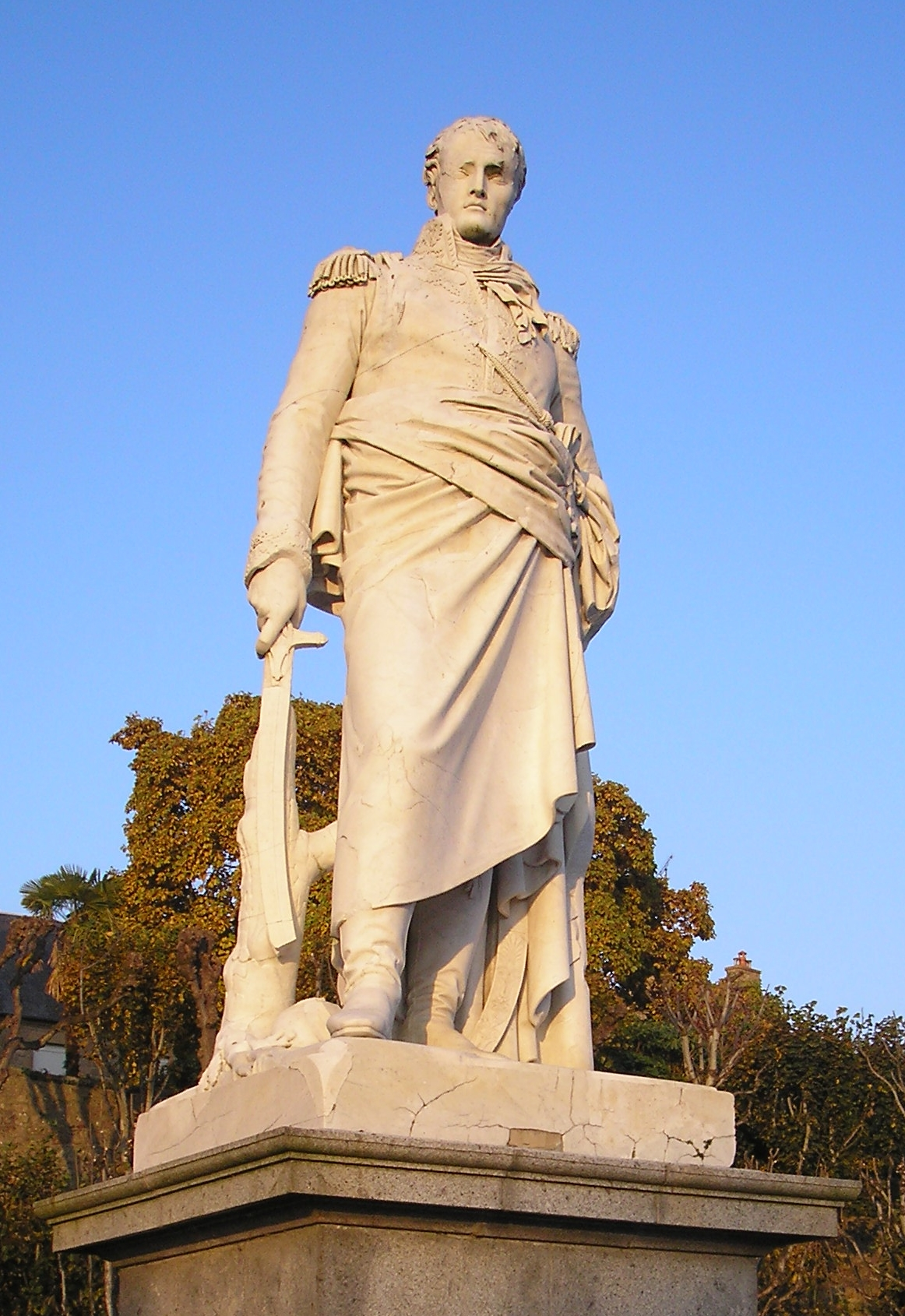
Jean-Marie Valhubert

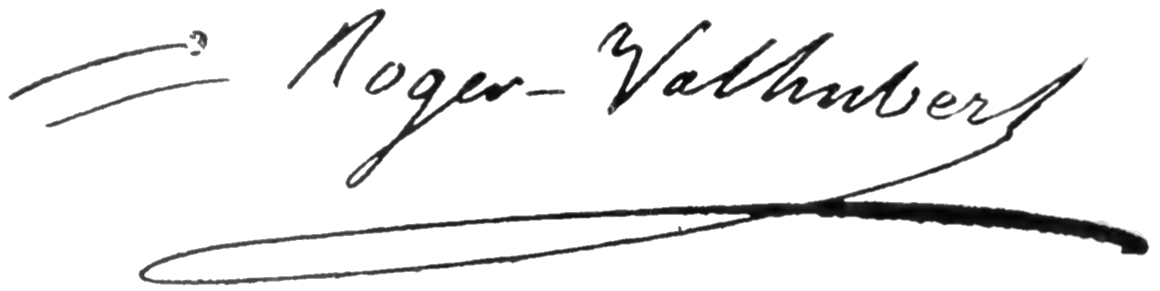
Signatur

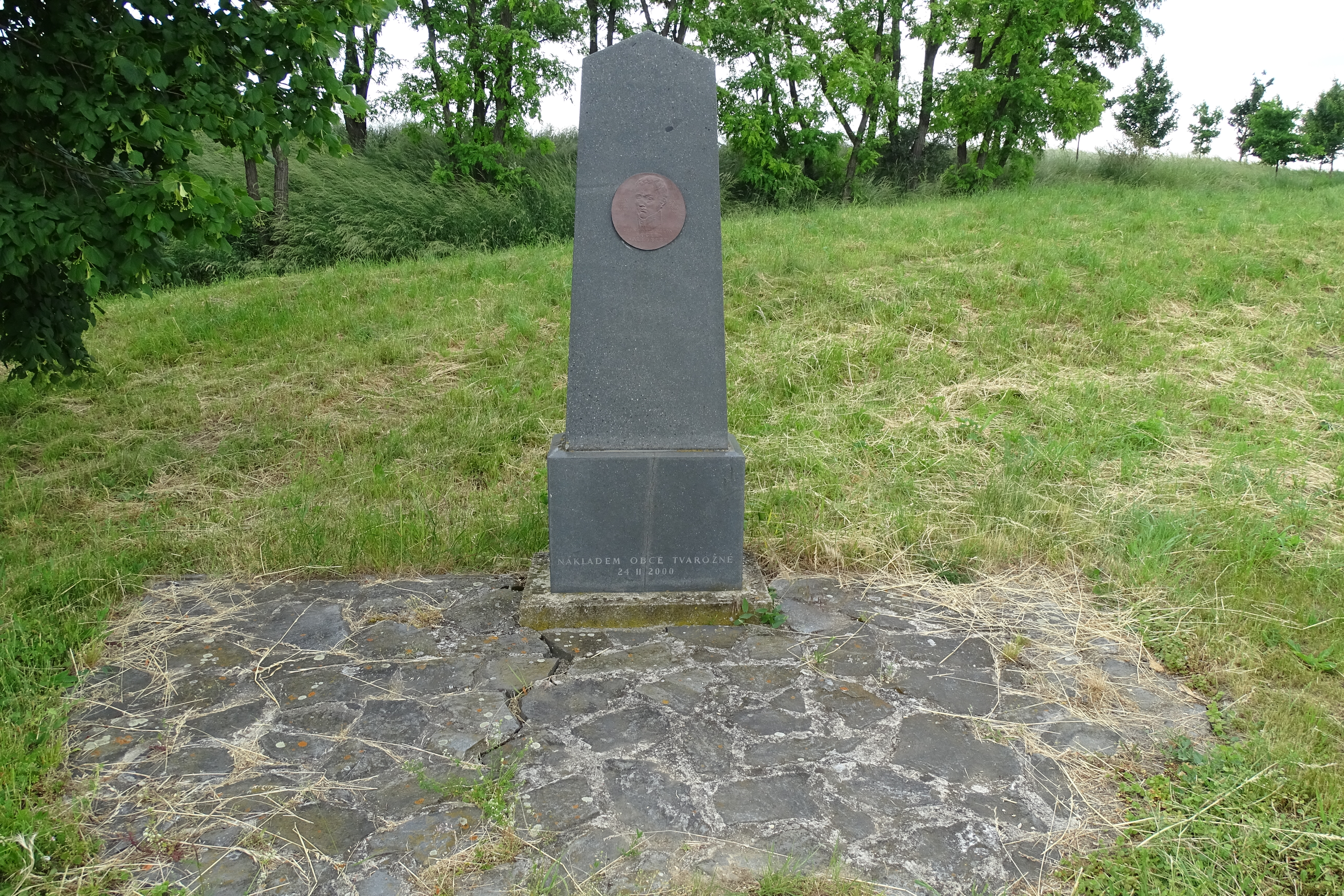
Valhubert-Denkmal im tschechischen Tvarožná

Jean-Marie Valhubert, eigentlich Jean-Marie Mellon Roger (* 22. Oktober 1764 in Avranches; † 3. Dezember 1805 bei Austerlitz) war ein französischer Général de brigade. 

## Leben
1784 trat Mellon Roger als Freiwilliger in die Armee ein und konnte sich während der Revolutionskriege mehrmals auszeichnen. Er kämpfte vor Valenciennes und Quesnoy (13. September 1793); in letzterer geriet er in Kriegsgefangenschaft. 
Später konnte er auf „Ehrenwort“ wieder in seine Heimat zurückkehren. Er war ein großer Bewunderer Napoleons und kam nach einigen Beförderungen im Rang eines Generals in dessen Stab. Er kämpfte  bei Montebello (9. Juni 1800), bei Marengo (14. Juni 1800) und am Mincio (25. Dezember 1800). 
Unter Führung von Marschall Louis Gabriel Suchet kämpfte Valhubert in der Schlacht bei Austerlitz (2. Dezember 1805) und wurde sehr schwer verwundet. Am nächsten Tag erlag er seinen Verletzungen und fand seine letzte Ruhestätte am Rande des Schlachtfeldes. 

## Ehrungen
- Dezember 1803 Chevalier der Ehrenlegion
- Juni 1804 Commandeur der Ehrenlegion
- Sein Name findet sich am östlichen Pfeiler (18. Spalte) des Triumphbogens am Place Charles-de-Gaulle (Paris).
- Der Bildhauer Pierre Cartellier (1757–1831) schuf 1815 eine Statue von ihm
- La place Valhubert in Avranches und die Rue Général Valhubert in Céaux (Normandie) sind ihm zu Ehren benannt.
- Der place Valhubert im 5. und im 8. Arrondissement von Paris tragen ebenfalls ihm zu Ehren seinen Namen.